# Стране-под-Татрами
Стране-под-Татрами (словац. Stráne pod Tatrami) — село и одноимённая община в районе Кежмарок Прешовского края Словакии. В письменных источниках начинает упоминаться с 1438 года.

## География
Село расположено в западной части края, к западу от реки Попрад, у подножия Высоких Татр, при автодороге 3097. Абсолютная высота — 698 метров над уровнем моря. Площадь муниципалитета составляет 4,22 км².

## Население
| Год:                | 1994 | 2004     | 2014     | 2024    |
| ------------------- | ---- | -------- | -------- | ------- |
| Количество человек: | 906  | 1291     | 2329     | 2528    |
| Разница:            |      | +42,49 % | +80,40 % | +8,54 % |

По данным последней официальной переписи 2011 года, численность населения Стране-под-Татрами составляла 2130 человек.
Национальный состав населения (по данным переписи населения 2011 года):
| Национальность | Численность, человек |
| -------------- | -------------------- |
| цыгане         | 1078                 |
| словаки        | 509                  |
| русины         | 4                    |
| немцы          | 4                    |
| поляки         | 1                    |
| не указана     | 487                  |